# Tomislav Brkić
Tomislav Brkić (Mostar, 9 marzo 1990) è un tennista bosniaco.
Attivo principalmente nei circuiti Futures e Challenger, ha raggiunto la posizione numero 212 in singolare il 6 ottobre 2014 e il 12 aprile 2021 la posizione numero 69 in doppio. Ha vinto 16 titoli Futures in singolare, su trenta finali disputate e quaranta titoli in doppio su cinquantatré finali. È capitano e giocatore della Squadra bosniaca di Coppa Davis. È allenato dal coach italiano Alberto Castellani.

## Statistiche

### Doppio

#### Vittorie (2)
| Legenda              |
| Grande Slam (0)      |
| ATP Finals (0)       |
| ATP Masters 1000 (0) |
| ATP Tour 500 (0)     |
| ATP Tour 250 (2)     |

| N. | Data           | Torneo                       | Superficie  | Compagno         | Avversari in finale         | Punteggio |
| 1. | 7 marzo 2021   | Argentina Open, Buenos Aires | Terra rossa | Nikola Ćaćić     | Ariel Behar Gonzalo Escobar | 6–3, 7–5  |
| 2. | 24 luglio 2022 | Swiss Open Gstaad, Gstaad    | Terra rossa | Francisco Cabral | Robin Haase Philipp Oswald  | 6–4, 6–4  |

#### Finali perse (3)
| Legenda              |
| Grande Slam (0)      |
| ATP Finals (0)       |
| ATP Masters 1000 (0) |
| ATP Tour 500 (0)     |
| ATP Tour 250 (3)     |

| N. | Data            | Torneo                   | Superficie  | Compagno     | Avversari in finale                   | Punteggio        |
| 1. | 11 aprile 2021  | Andalucia Open, Marbella | Terra rossa | Nikola Ćaćić | Ariel Behar Gonzalo Escobar           | 2–6, 4–6         |
| 2. | 25 luglio 2021  | Croatia Open Umag, Umago | Terra rossa | Nikola Ćaćić | Fernando Romboli David Vega Hernández | 3–6, 5–7         |
| 3. | 24 ottobre 2021 | Kremlin Cup, Mosca       | Cemento (i) | Nikola Ćaćić | Harri Heliövaara Matwé Middelkoop     | 5–7, 6–4, [9–11] |

### Tornei minori

#### Singolare

##### Vittorie (16)
| Legenda         |
| Challengers (0) |
| Futures (16)    |

| N.  | Data              | Torneo                              | Superficie  | Avversario in finale | Punteggio           |
| 1.  | 29 maggio 2011    | Bosnia & Herzegovina F4, Prijedor   | Terra rossa | Mirza Bašić          | 6–4, 7–5            |
| 2.  | 15 gennaio 2012   | Turkey F1, Adalia                   | Cemento     | Michal Konečný       | 6–4, 6–1            |
| 3.  | 24 novembre 2013  | Croatia F16, Bol (1)                | Terra rossa | Salvatore Caruso     | 4–6, 7–5, 7–5       |
| 4.  | 2 marzo 2014      | Turkey F5, Adalia                   | Cemento     | Aldin Šetkić         | 6–2, 3–6, 7–5       |
| 5.  | 17 agosto 2014    | Italy F27, Appiano                  | Terra rossa | Daniele Giorgini     | 7–6(3), 7–6(8)      |
| 6.  | 24 agosto 2014    | Italy F28, Este                     | Terra rossa | Francesco Picco      | 6–2, 7–6(6)         |
| 7.  | 7 settembre 2014  | Croatia F16, Bol (2)                | Terra rossa | Riccardo Sinicropi   | 7–5, 6–2            |
| 8.  | 10 maggio 2015    | Croatia F8, Bol                     | Terra rossa | Václav Šafránek      | 6–2, 6–4            |
| 9.  | 8 novembre 2015   | Turkey F44, Adalia                  | Terra rossa | Gibril Diarra        | 7–5, 6–2            |
| 10. | 15 agosto 2016    | Serbia F5, Subotica                 | Terra rossa | Ljubomir Čelebić     | 6–4, 6–2            |
| 11. | 19 febbraio 2017  | Tunisia F6, Hammamet                | Terra rossa | Kristijan Mesaroš    | 6–1, 4–1 ret.       |
| 12. | 4 giugno 2017     | Bosnia & Herzegovina F2, Brčko      | Terra rossa | Evan King            | 7–6(7), 6–3         |
| 13. | 20 agosto 2017    | Serbia F2, Novi Sad                 | Terra rossa | Nino Serdarušić      | 6–2, 6(5)–7, 6–3    |
| 14. | 10 settembre 2017 | Italy F28, Trieste                  | Terra rossa | Adelchi Virgili      | 7–6(2), 4–6, 7–6(6) |
| 15. | 5 novembre 2017   | Italy F36, Santa Margherita di Pula | Terra rossa | Lorenzo Sonego       | 7–5, 6–4            |
| 16. | 10 dicembre 2017  | Turkey F46, Adalia                  | Terra rossa | Nikola Ćaćić         | 7–6(7), 2–6, 7–6(7) |

##### Finali perse (14)
| Legenda         |
| Challengers (0) |
| Futures (14)    |

| N.  | Data              | Torneo                             | Superficie  | Avversario in finale | Punteggio        |
| 1.  | 15 maggio 2011    | Bosnia & Herzegovina F2, Sarajevo  | Terra rossa | Miljan Zekić         | 6(1)–7, 2–6      |
| 2.  | 22 aprile 2012    | Turkey F15, Adalia                 | Cemento     | Radu Albot           | 1–6, 6–4, 2–6    |
| 3.  | 29 aprile 2012    | Turkey F16, Adalia                 | Cemento     | Radu Albot           | 6–3, 4–6, 6(3)–7 |
| 4.  | 25 agosto 2013    | Croatia F8, Vinkovci               | Terra rossa | Toni Androić         | 3–6, 4–6         |
| 5.  | 18 maggio 2014    | Bosnia & Herzegovina F2, Prijedor  | Terra rossa | Laslo Đere           | 3–6, 2–6         |
| 6.  | 1º giugno 2014    | Bosnia & Herzegovina F4, Kiseljak  | Terra rossa | Mirza Bašić          | 5–7, 4–6         |
| 7.  | 5 aprile 2015     | Turkey F13, Adalia                 | Cemento     | Dennis Novak         | 3–6, 3–6         |
| 8.  | 14 novembre 2015  | Turkey F45, Adalia                 | Terra rossa | Mate Delić           | 6–3, 4–6, 1–6    |
| 9.  | 23 ottobre 2016   | Croatia F11, Bol                   | Terra rossa | Riccardo Bellotti    | 3–6, 3–6         |
| 10. | 26 febbraio 2017  | Tunisia F7, Hammamet               | Terra rossa | Stefano Travaglia    | 7–6(7), 3–6, 3–6 |
| 11. | 5 marzo 2017      | Tunisia F8, Hammamet               | Terra rossa | Miljan Zekić         | 7–6(7), 3–6, 4–6 |
| 12. | 13 agosto 2017    | Italy F25, Appiano                 | Terra rossa | Mohamed Safwat       | 4–6, 3–6         |
| 13. | 24 settembre 2017 | Kazakhstan F6, Şımkent             | Terra rossa | Enrique López Pérez  | 6–2, 4–6, 4–6    |
| 14. | 25 marzo 2018     | Italy F4, Santa Margherita di Pula | Terra rossa | Attila Balázs        | 2–6, 5–7         |

#### Doppio

##### Vittorie (41)
| Legenda          |
| Challengers (12) |
| Futures (29)     |

| N.  | Data              | Torneo                                               | Superficie  | Compagno          | Avversari in finale                     | Punteggio           |
| 1.  | 1º giugno 2008    | Bosnia Herzegovina F4, Prijedor                      | Terra rossa | Milan Bradarić    | David Savić Vilim Višak                 | 6–2, 6–3            |
| 2.  | 26 luglio 2009    | Germany F11, Colonia                                 | Terra rossa | Ante Pavić        | Daniel Caracciolo Jacek Szygowski       | 6–3, 7–6(2)         |
| 3.  | 31 ottobre 2010   | Croatia F8, Dubrovnik                                | Terra rossa | Damir Džumhur     | Kristijan Mesaroš Marin Milan           | 2–6, 6–1, [11–9]    |
| 4.  | 27 agosto 2011    | Croatia F7, Vinkovci                                 | Terra rossa | Marin Franjičević | Mislav Hižak Blaž Rola                  | 3–6, 6–3, [10–7]    |
| 5.  | 15 gennaio 2012   | Turkey F1, Adalia                                    | Cemento     | Aldin Šetkić      | Carl Bergman Patrik Brydolf             | 3–6, 7–6(2), [10–8] |
| 6.  | 2 settembre 2012  | Croatia F9, Osijek                                   | Terra rossa | Aldin Šetkić      | Ivan Bjelica Matej Sabanov              | 6–4, 6–1            |
| 7.  | 9 dicembre 2012   | Turkey F47, Adalia                                   | Cemento     | Dino Marcan       | Andrei Ciumac Volodymyr Uzhylovskyi     | 6–1, 7–6(5)         |
| 8.  | 17 marzo 2013     | Sarajevo Indoors, Sarajevo                           | Cemento (i) | Mirza Bašić       | Karol Beck Igor Zelenay                 | 6–3, 7–5            |
| 9.  | 24 marzo 2013     | Croatia F5, Rovigno                                  | Terra rossa | Steven Diez       | Nikolaus Moser Tristan-Samuel Weissborn | 6–2, 6–2            |
| 10. | 31 marzo 2013     | Croatia F6, Orsera                                   | Terra rossa | Mate Delić        | Lukáš Maršoun Dominik Süč               | 2–6, 7–6(3), [10–8] |
| 11. | 16 giugno 2013    | Bosnia & Herzegovina F3, Doboj                       | Terra rossa | Duje Kekez        | Nerman Fatić Ismar Gorčić               | 6–3, 6–4            |
| 12. | 5 agosto 2013     | Serbia F8, Novi Sad                                  | Terra rossa | Duje Kekez        | Ismar Gorčić Ilija Vučić                | 6–3, 7–6(1)         |
| 13. | 18 agosto 2013    | Croatia F7, Čakovec                                  | Terra rossa | Duje Kekez        | Francesco Borgo Andrea Patracchini      | 7–5, 6–1            |
| 14. | 13 ottobre 2013   | Croatia F10, Salona                                  | Terra rossa | Mate Delić        | Aleksandre Kondulukov Alexey Kondulukov | 6–3, 4–6, [10–4]    |
| 15. | 16 dicembre 2013  | Turkey F50, Adalia                                   | Cemento     | Aldin Šetkić      | Alban Meuffels Lukas Mugevičius         | 6–2, 6–1            |
| 16. | 16 febbraio 2014  | Croatia F1, Zagabria                                 | Cemento (i) | Janez Semrajč     | Dino Marcan Antonio Šančić              | 7–6(3), 7–6(7)      |
| 17. | 11 maggio 2014    | Bosnia & Herzegovina F1, Doboj                       | Terra rossa | Nikola Ćaćić      | Ivan Milivojević Bojan Zdravković       | 6–1, 6–3            |
| 18. | 18 maggio 2014    | Bosnia & Herzegovina F2, Prijedor                    | Terra rossa | Nikola Ćaćić      | Darko Jandrić Ante Marinčić             | 6–3, 6–2            |
| 19. | 1º giugno 2014    | Bosnia & Herzegovina F4, Kiseljak                    | Terra rossa | Ante Marinčić     | Ljubomir Čelebić Giorgio Portaluri      | 6–2, 6–2            |
| 20. | 17 agosto 2014    | Italy F27, Appiano                                   | Terra rossa | Mirza Bašić       | Yannik Reuter Maxime Teixeira           | 6–3, 6–4            |
| 21. | 18 novembre 2015  | Turkey F44, Adalia                                   | Terra rossa | Darko Jandrić     | Tuna Altuna Cem İlkel                   | 7–6(3), 6–3         |
| 22. | 31 gennaio 2016   | Spain F1, Castelldefels                              | Terra rossa | Gonçalo Oliveira  | Samuel Bensoussan Michal Schmid         | 6–2, 3–6, [10–1]    |
| 23. | 7 febbraio 2016   | Spain F2, Paguera                                    | Terra rossa | Kamil Majchrzak   | Carlos Taberner Kento Yamada            | 6–3, 6–4            |
| 24. | 14 febbraio 2016  | Spain F3, Paguera                                    | Terra rossa | Gonçalo Oliveira  | Pietro Rondoni Jacopo Stefanini         | 6(6)–7, 6–3, [10–6] |
| 25. | 26 giugno 2016    | Netherlands F2, Breda                                | Terra rossa | Kamil Majchrzak   | Karim-Mohamed Maamoun Ilija Vučić       | 6–0, 6–2            |
| 26. | 3 luglio 2016     | France F12, Montauban                                | Terra rossa | Caio Zampieri     | Pedro Martínez Lamine Ouahab            | 6–1, 6–2            |
| 27. | 15 gennaio 2017   | USA F3, Plantation                                   | Terra rossa | Nikola Ćaćić      | Jaume Pla Malfeito Miguel Semmler       | 4–6, 6–1, [10–3]    |
| 28. | 26 febbraio 2017  | Tunisia F7, Hammamet                                 | Terra rossa | Nikola Ćaćić      | Oscar José Gutierrez Nicolas Santos     | 6–3, 6–2            |
| 29. | 18 novembre 2017  | KPIT MSLTA Challenger, Pune                          | Cemento     | Ante Pavić        | Pedro Martínez Adrián Menéndez Maceiras | 6–1, 7–6(5)         |
| 30. | 25 marzo 2018     | Italy F4, Santa Margherita di Pula                   | Terra rossa | Milan Radojković  | Franco Capalbo Gerónimo Espín Busleiman | 6–3, 4–6, [10–7]    |
| 31. | 15 aprile 2018    | Italy F7, Santa Margherita di Pula                   | Terra rossa | Milan Radojković  | Franco Capalbo Gerónimo Espín Busleiman | 4–6, 6–3, [10–8]    |
| 32. | 23 giugno 2018    | Poprad-Tatry ATP Challenger Tour, Poprad-Tatry       | Terra rossa | Ante Pavić        | Nikola Ćaćić Luca Margaroli             | 6–3, 4–6, [16–14]   |
| 33. | 29 luglio 2018    | Internazionali di Tennis Country 2001 Team, Padova   | Terra rossa | Ante Pavić        | Walter Trusendi Andrea Vavassori        | 6–3, 7–6(4)         |
| 34. | 30 giugno 2019    | Aspria Tennis Cup, Milano                            | Terra rossa | Ante Pavić        | Andrėj Vasileŭski Andrea Vavassori      | 7–6(6), 6–2         |
| 35. | 14 luglio 2019    | Internazionali di Tennis Città di Perugia, Perugia   | Terra rossa | Ante Pavić        | Rogério Dutra Silva Szymon Walków       | 6–4, 6–3            |
| 36. | 18 agosto 2019    | Acqua Dolomia Serena Wines Tennis Cup, Cordenons     | Terra rossa | Ante Pavić        | Nikola Ćaćić Antonio Šančić             | 6–2, 6–3            |
| 37. | 25 agosto 2019    | Internazionali di Tennis Città dell'Aquila, L'Aquila | Terra rossa | Ante Pavić        | Luca Margaroli Andrea Vavassori         | 6–3, 6–2            |
| 38. | 22 settembre 2019 | Thindown Challenger Biella, Biella                   | Terra rossa | Ante Pavić        | Ariel Behar Andrej Golubev              | 7–6(2), 6–4         |
| 39. | 26 settembre 2020 | Internazionali di Tennis Città di Forlì, Forlì       | Terra rossa | Nikola Ćaćić      | Andrea Vavassori Andrej Golubev         | 3–6, 7–5, [10–3]    |
| 40. | 11 ottobre 2020   | Internazionali di Tennis Emilia Romagna, Parma       | Terra rossa | Marcelo Arévalo   | Ariel Behar Gonzalo Escobar             | 6–4, 6–4            |
| 41. | 8 ottobre 2022    | Parma Challenger, Parma                              | Terra rossa | Nikola Ćaćić      | Luis David Martínez Igor Zelenay        | 6–2, 6–2            |

##### Finali perse (14)
| Legenda         |
| Challengers (5) |
| Futures (9)     |

| N.  | Data             | Torneo                                             | Superficie    | Compagno          | Avversari in finale             | Punteggio           |
| 1.  | 10 ottobre 2010  | Turkey F10, Adalia                                 | Cemento       | Nikola Ćaćić      | Artem Smyrnov Róbert Varga      | 4–6, 4–6            |
| 2.  | 27 novembre 2011 | Turkey F32, Adalia                                 | Cemento       | Ivan Bjelica      | Damir Džumhur Aldin Šetkić      | 4–6, 3–6            |
| 3.  | 22 aprile 2012   | Turkey F15, Adalia                                 | Cemento       | Mislav Hižak      | Marcus Daniell Gero Kretschmer  | 0–6, 2–6            |
| 4.  | 26 agosto 2012   | Croatia F8, Vinkovci                               | Terra rossa   | Aldin Šetkić      | Mislav Hižak Blaž Rola          | 4–6, 6(3)–7         |
| 5.  | 27 gennaio 2013  | Germany F3, Kaarst                                 | Sintetico (i) | Nikola Mektić     | Stephan Fransen Wesley Koolhof  | 4–6, 6(6)–7         |
| 6.  | 20 ottobre 2013  | Croatia F11, Dubrovnik                             | Terra rossa   | Mate Delić        | Marek Michalička Dominik Süč    | 6(2)–7, 1–6         |
| 7.  | 1º dicembre 2013 | Croatia F17, Bol                                   | Terra rossa   | Antonio Šančić    | Nikola Ćirić Goran Tošić        | w/o                 |
| 8.  | 9 marzo 2014     | Turkey F6, Adalia                                  | Cemento       | Bastian Trinker   | Aldin Šetkić Erik Crepaldi      | 4–6, 4–6            |
| 9.  | 22 gennaio 2017  | USA F4, Sunrise                                    | Terra rossa   | Nikola Ćaćić      | Peter Torebko Bastian Trinker   | 6(3)–7, 6–4, [7–10] |
| 10. | 15 luglio 2018   | Internazionali di Tennis Città di Perugia, Perugia | Terra rossa   | Ante Pavić        | Daniele Bracciali Matteo Donati | 3–6, 6–3, [7–10]    |
| 11. | 27 gennaio 2019  | Burnie International, Burnie                       | Cemento       | Mirza Bašić       | Lloyd Harris Dudi Sela          | 3–6, 7–6(3), [8–10] |
| 12. | 24 febbraio 2019 | Trofeo Faip–Perrel, Bergamo                        | Cemento (i)   | Dustin Brown      | Laurynas Grigelis Zdeněk Kolář  | 5–7, 6(7)–7         |
| 13. | 14 aprile 2019   | Open Città della Disfida, Barletta                 | Terra rossa   | Tomislav Draganja | Denys Molčanov Igor Zelenay     | 6(1)–7, 4–6         |
| 14. | 17 aprile 2021   | Serbia Challenger Open, Belgrado                   | Terra rossa   | Nikola Ćaćić      | Guillermo Durán Andrés Molteni  | 4-6, 4–6            |

## Risultati in progressione
| Sigla | Risultato               |
| ----- | ----------------------- |
| V     | Vincitore               |
| F     | Finalista               |
| SF    | Semifinalista           |
| O     | Oro olimpico            |
| A     | Argento olimpico        |
| SF    | Bronzo olimpico         |
| QF    | Quarti di Finale        |
| 4T    | Quarto turno            |
| 3T    | Terzo turno             |
| 2T    | Secondo turno           |
| 1T    | Primo turno             |
| RR    | Round Robin             |
| LQ    | Turno di qualificazione |
| A     | Assente                 |
| ND    | Non disputato           |

| Legenda superfici    |
| -------------------- |
| Cemento              |
| Terra battuta        |
| Erba                 |
| Superficie variabile |

### Singolare
| Tornei Grande Slam         |     |     |               |               |               |               |     |
| Australian Open, Melbourne | Q2  | A   | A             | Q1            | A             | A             | 0–0 |
| Roland Garros, Parigi      | A   | A   | A             | A             | A             | A             | 0–0 |
| Wimbledon, Londra          | A   | A   | A             | Q2            | A             | ND            | 0–0 |
| US Open, New York          | Q1  | A   | A             | Q1            | A             | A             | 0–0 |
| Vittorie–Sconfitte         | 0–0 | 0–0 | 0–0           | 0–0           | 0–0           | 0–0           | 0–0 |
| Giochi Olimpici            |     |     |               |               |               |               |     |
| Giochi Olimpici            | ND  | A   | Non disputati | Non disputati | Non disputati | Non disputati | 0–0 |
| Vittorie–Sconfitte         | ND  | 0–0 | Non disputati | Non disputati | Non disputati | Non disputati | 0–0 |